# Eleanor Singer
Pour les articles homonymes, voir Singer.
Eleanor Singer (4 mars 1930 - 3 juin 2017) est une experte américaine d'origine autrichienne en méthodologie des enquêtes. Elle publie Public Opinion Quarterly de 1975 à 1986 et rédige, avec plusieurs co-autrices, le manuel Survey Methodology. De 1987 à 1989, elle est présidente de l'American Association for Public Opinion Research.

## Éducation et carrière
Eleanor Singer naît à Vienne. En 1938, un parent à New York aide sa famille à échapper aux nazis en s'installant aux États-Unis, et elle grandit à Astoria, dans le Queens. Elle fait ses études de premier cycle au Queens College, et obtient une licence d'anglais en 1951 en tant que première de sa classe. C'est à cette époque qu'elle rencontre son mari, Alan Eleanor Singer,.
Eleanor Singer devient éditrice de livres, pour divers éditeurs, et commence à se concentrer sur les livres de sciences sociales. Elle entame des études supérieures à l'université Columbia en 1959, où elle étudie la sociologie, et obtient son doctorat en 1966, avec une thèse sur l'ordre de naissance, les aspirations en matière d'éducation et le niveau d'éducation, supervisée par Herbert H. Hyman,.
Pendant environ les 30 années suivantes, Eleanor Singer continue à travailler à Columbia en tant que chercheuse. Elle rejoint le Survey Research Center de l'Institute for Social Research de l'université du Michigan en 1994. Elle prend sa retraite en 2006, mais reste active en tant que chercheuse jusqu'à sa mort,.

## Contributions
Certaines des premières recherches d'Eleanor Singer portent sur la satisfaction des patients à l'égard des traitements médicamenteux. Lorsque le National Research Act de 1974 crée de nouvelles exigences strictes pour la recherche sur les sujets humains, Singer mène une enquête sur les expériences des sujets expérimentaux qui fait d'elle « l'expert prééminent en matière de confidentialité et de consentement éclairé ». Dans les années 1980, ses recherches portent sur la manière dont les médias rendent compte de la recherche en sciences sociales et du risque. Après avoir déménagé dans le Michigan, elle change de nouveau d'orientation, se concentrant principalement sur la méthodologie des enquêtes.

## Prix et distinctions
En 1996, Eleanor Singer reçoit le prix de l'Association américaine pour l'étude de l'opinion publique pour l'ensemble de ses réalisations. Elle est élue membre de l'Association américaine de statistique en 2008 et, en 2016, elle reçoit le prix Monroe G. Sirken de la recherche interdisciplinaire sur les méthodes d'enquête pour ses « contributions importantes à notre compréhension de la participation aux enquêtes, des sources de biais de non-réponse et des facteurs affectant les réponses aux enquêtes ; pour ses recherches novatrices sur l'utilisation et les effets des incitations ; et pour son leadership dans le développement de la sensibilisation et de la compréhension des questions éthiques dans la recherche sur les enquêtes ».